# Stelletta carolinensis
Stelletta carolinensis är en svampdjursart som först beskrevs av Wells, Wells och Gray 1960.  Stelletta carolinensis ingår i släktet Stelletta och familjen Ancorinidae.
Artens utbredningsområde är North Carolina. Inga underarter finns listade i Catalogue of Life.